# Duncan Dam
Duncan Dam är en dammbyggnad i Kanada.   Den ligger i provinsen British Columbia, i den södra delen av landet, 3 100 km väster om huvudstaden Ottawa. Duncan Dam ligger 551 meter över havet. Den ligger vid sjön Duncan Lake.
Terrängen runt Duncan Dam är bergig söderut, men norrut är den kuperad. Duncan Dam ligger nere i en dal som går i nord-sydlig riktning. Trakten runt Duncan Dam är nära nog obefolkad, med mindre än två invånare per kvadratkilometer.. 
I omgivningarna runt Duncan Dam växer i huvudsak barrskog.